# Gentoo (menedżer plików)
gentoo – wolny menedżer plików dla GNU/Linuksa i innych systemów uniksowych i uniksopodobnych napisany przez Emila Brinka i wydany na licencji GNU General Public License.